# Graukopfbülbül

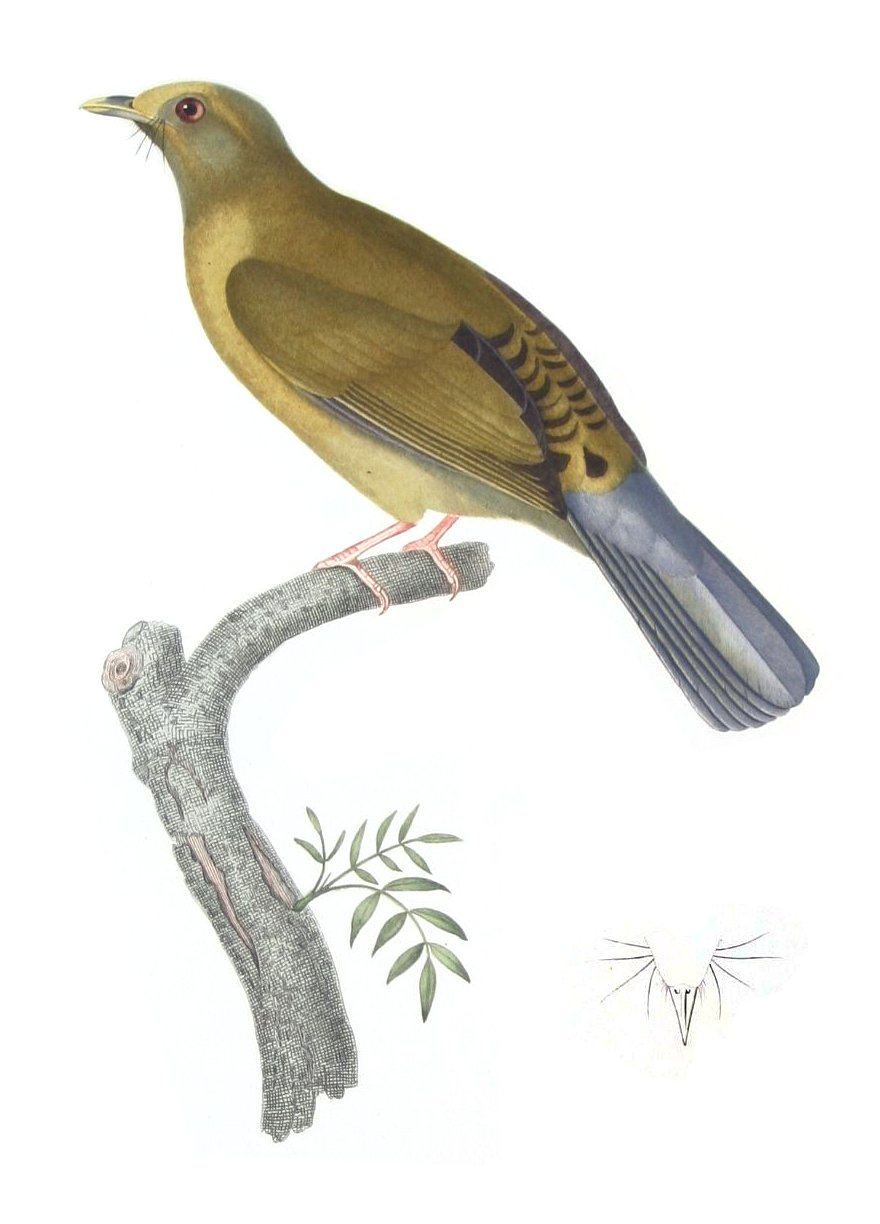
Illustration aus dem Werk Voyage autour du monde exécuté pendant les années 1836 et 1837 sur la corvette La Bonite commandée par M. Vaillant

Der Graukopfbülbül (Brachypus priocephalus, Syn.: Pycnonotus priocephalus) ist ein in Indien heimischer Singvogel aus der Familie der Bülbüls.
Die ursprüngliche Artbeschreibung des Graukopfbülbüls erfolgte durch Thomas Jerdon unter dem wissenschaftlichen Namen Brachypus priocephalus. Fälschlicherweise änderte Edward Blyth den Artnamen zu Brachypodius poiocephalus, was in der Literatur zu einiger Verwirrung führte. In der Vergangenheit wurde die Art den Gattungen Ixos und Pycnonotus zugeordnet.
Die Gattung Pycnonotus erwies sich in jüngsten genetischen Untersuchungen als polyphyletisch, weswegen man unter anderem diese Art zurück in die Gattung Brachypodius stellte.

## Merkmale
Der 14 bis 15 cm große Vogel hat einen dreieinhalb Zentimeter großen Kopf und einen siebeneinhalb Zentimeter langen Schwanz. Das Gefieder ist oliv-grün mit einem farblich leicht abgesetzten grauen Kopf und nach oben etwas dunkler werdender Kappe. Der vordere Teil der Stirn ist leuchtend gelbgrün. Nacken und Kehle sind wie die Wangen hellgrau, wobei der Ton der Kehle zum blassgelben Schnabel hin dunkler wird. Auch der Schwanz ist oben wie unten grau mit außen dunkleren Partien, der Bürzel ist gelbgrün, oberhalb des Bürzels ergeben die dunklen Federenden der Rückenpartie ein dunkles Wellenmuster. Die Iris ist weiß-bläulich, die Beine sind gelblich bis rosa-fleischfarben. Die Flügel werden nach außen hin fast schwarz, was optisch die dunkel-olivgrüne Oberseite deutlich von der hellen gelblich-grünen Unterseite trennt. Männliche und weibliche Vögel unterscheiden sich im Aussehen nicht, Jungvögel haben einen dunkel olivgrünen Kopf, dessen vordere Stirn deutlich dunkler ist als bei den adulten Vögeln.
Der Gesang ist eine Aneinanderreihung eines einsilbigen, monoton wiederholten Klangs, der an „tschwiet“ oder „kliiiit“ erinnert und insofern untypisch für die Familie der Bülbüls ist.

## Lebensraum und Verbreitung

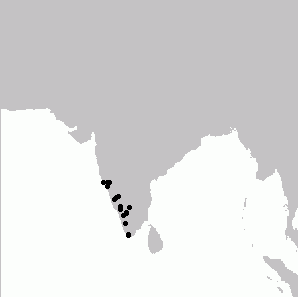
Verbreitung des Graukopfbülbüls

Er lebt in den Westghats von Goa bis nach Tamil Nadu im feuchten immergrünen Wald mit Bambus und dichtem Unterholz bis in eine Höhe von 1200 m.

## Ernährung
Der Vogel ernährt sich vorwiegend von Früchten (> 65 %, darunter Symplocos cochinchinensis, Antidesma menasu, Clerodendrum viscosum, Syzygium cumini, Litsea floribunda, Maesa indica, Callicarpa tomentosa, Leea indica und Wandelröschen), aber auch von wirbellosen Tieren (> 30 %).

## Fortpflanzung
Graukopfbülbüls brüten von Januar bis Juni mit einem Schwerpunkt im April. Das flache Nest wird in einem niedrigen Busch über einen Zeitraum von einer Woche aus Lianen, Gräsern oder Blättern erbaut. Bei einer Studie im Silent-Valley-Nationalpark wurde festgestellt, dass viele Nester auf Schösslingen von Syzygium-Arten oder im Schilf der Bambusart Ochlandra travancorica angelegt wurden. Das typische Gelege besteht aus ein, seltener zwei Eiern, die 12 bis 14 Tage lang bebrütet werden. Die Eier werden manchmal von Dschungel-Palmenhörnchen (Funambulus tristriatus) zerstört und gefressen. Die Eier sind blassrosa bis lavendelfarben, rote Sprenkel werden zum breiten Ende häufiger. Die Arbeit des Brütens und Fütterns teilen sich beide Eltern. Die Jungen verlassen nach elf bis dreizehn Tagen das Nest.